# Pyrola asarifolia
Pyrola asarifolia là một loài thực vật có hoa trong họ Thạch nam. Loài này được Michx. miêu tả khoa học đầu tiên năm 1803.
Đây là loài bản địa phía tây Bắc Mỹ. Loài này được tìm thấy chủ yếu ở ven rừng ở vĩ độ trung bình ở Tây Bắc Thái Bình Dương và bắc California. Tên khoa học được đặt tên như vậy đơn giản vì lá của chúng duy trì màu xanh qua mùa đông.

## Hình ảnh

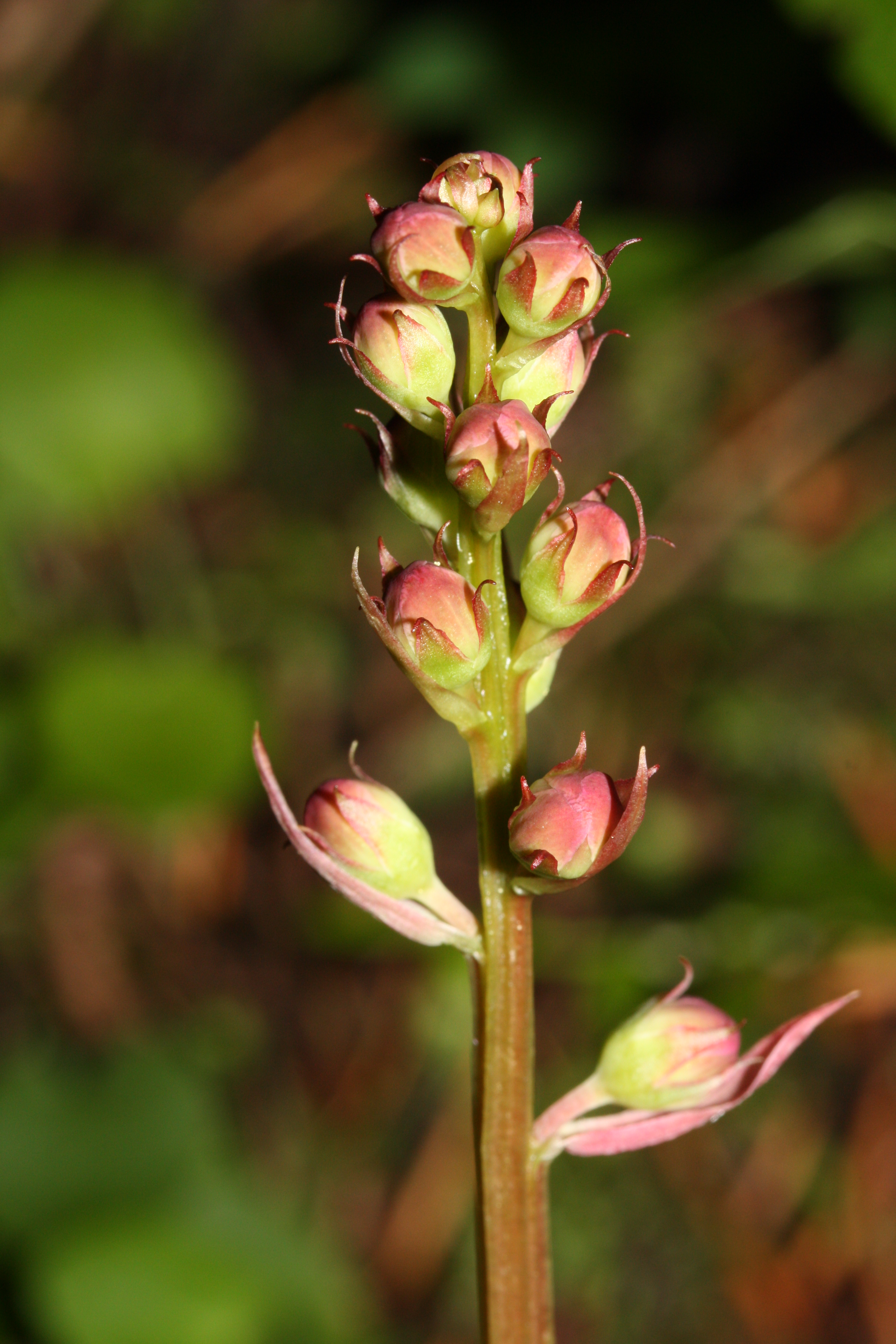
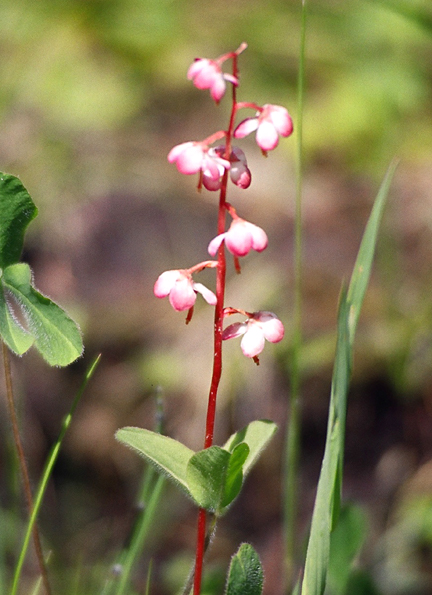
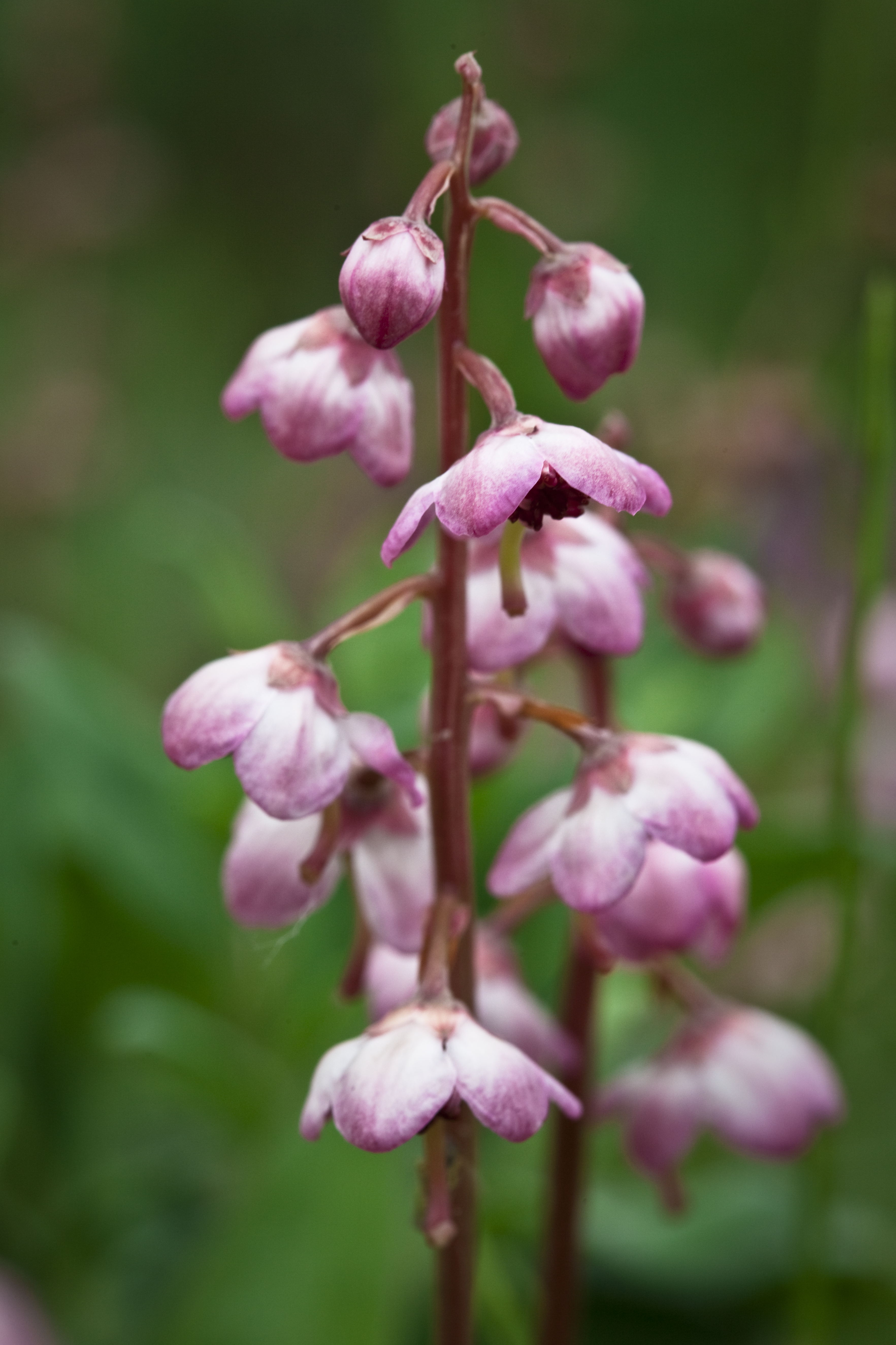
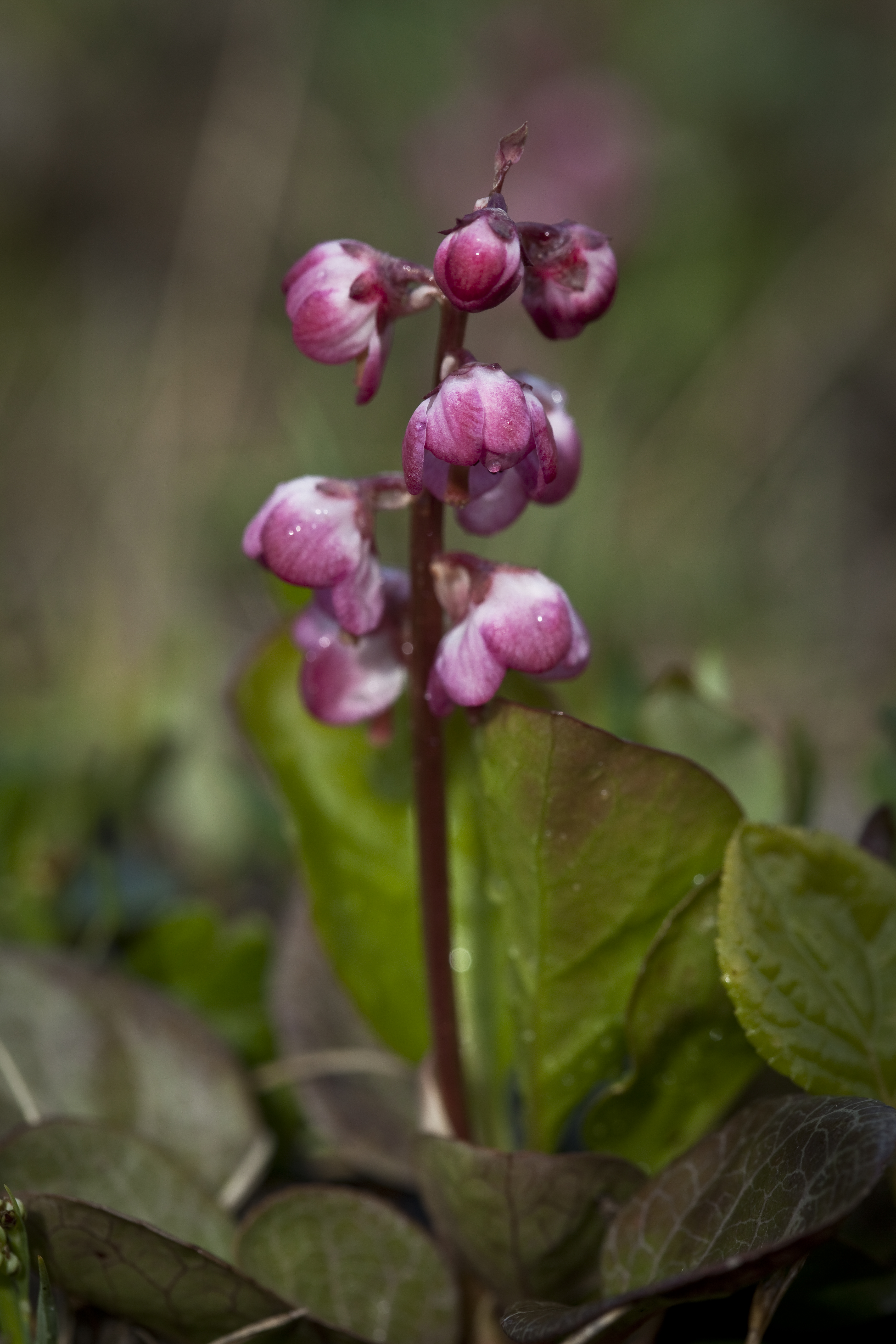